# 버밍엄

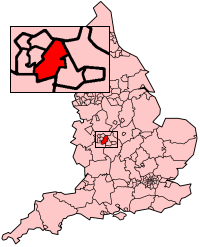
버밍엄의 위치

버밍엄(영어: Birmingham, [ˈbɜ:mɪŋəm] 또는 [ˈbɜ:mɪŋɡəm])은 영국 잉글랜드 중부에 위치한 도시이다. 도시 인구 110만 명, 광역권 인구는 380만 명으로, 영국과 잉글랜드 모두에서 두번째로 가장 큰 도시이자 광역권이다. (첫번째로 큰 곳은 런던). 잉글랜드의 또다른 대도시인 맨체스터가 도시권역이 훨씬 더 넓은 것은 물론, 최근 들어서 상당한 발전을 이루고 있다는 점에서 차후 버밍엄의 지위를 대신할 주요 도시로 큰 주목을 받고 있으나, 버밍엄은 여전히 많은 사람들에게 영국 '제2의 도시'로 인식되고 있다.
잉글랜드 웨스트미들랜즈 지역의 웨스트미들랜즈주에 위치해 있으며, 런던에서 약 160km 떨어진 위치에 자리해 있다. 영국의 주요 도시로 꼽힐 뿐만 아니라 이스트미들랜즈와 웨스트미들랜즈 일대의 사회, 문화, 금융, 상업적 중심지로 여겨진다. 특이하게도 도시를 관통하는 자연천은 없으며, 가장 가까운 강으로는 도심에서 30km 정도 떨어져 흐르는 서번 강이 있다. 버밍엄의 광역도시권은 웨스트미들랜즈 광역도시권을 이루며 2017년 기준 인구가 2,897,303명으로 영국에서 세번째로 크다. 동시에 도시 전체가 하나의 도시 자치구로 묶여 있으며 잉글랜드의 구 중에서는 제일 인구가 많은 구로 집계된다.
중세 시대 잉글랜드의 시장도시로 출발한 버밍엄은 18세기 미들랜즈 지방의 계몽시대와 산업혁명으로 과학, 기술, 경제성장을 이루었으며, 와트 증기기관을 비롯한 근대 산업사회의 근간을 이루는 수많은 혁신을 이루어낸 도시가 되었다. 그 영향으로 1791년에는 '세계 최초의 공업도시'로 소개되기도 하였다. 전문화되고 고도의 기술을 갖춘 다양한 범위의 무역을 수행하는 소규모 공방이 수천 개에 달하는 버밍엄 특유의 경제환경은 창의성과 혁신을 장려하는 동시에 20세기 말까지도 번영을 지속하는 경제적 기반으로 거듭났다.
근대 시기 버밍엄은 높은 수준의 사회 유동성을 자랑하여 정치적 급진주의 문화를 조성하였고, 토머스 애트우드에서 조지프 체임벌린에 이르는 여러 정치계 거물이 거쳐간 고장이 되었다. 이는 런던을 제외한 영국 내에서 독보적인 정치적 영향력을 확보시킨 동시에, 영국 민주주의 발전에 있어서도 중추적인 역할을 맡도록 했다. 제2차 세계 대전이 한창이던 1940년 여름부터 1943년 봄까지 버밍엄은 독일군 루프트바페의 대규모 공습을 받았으며, 이는 버밍엄 대공습이란 이름으로 남게 되었다. 공습으로 타격을 입은 도시 기반시설은 이후 수십년간 당국의 계획 철거와 재건 정책을 거쳐 대대적인 도시 재생 단계를 지나왔다.
오늘날 버밍엄의 경제 산업은 서비스업이 지배적이다. 버밍엄은 영국의 주요 국제 상업도시이며, 도시 관련 연구기관인 GWCRN의 조사에서 런던 이외의 영국 내 도시로는 에딘버러, 맨체스터와 함께 B-급 세계도시로 이름을 올렸다. 이와 더불어 교통, 유통, 행사, 전시 분야에서도 주요 허브로 자리잡았다. 버밍엄 광역권의 GDP 경제 규모는 2014년 기준 1,211억 달러로 영국에서 두번째로 크며, 총 여섯 개의 대학이 소재하여 런던을 제외한 영국 최대의 고등교육 도시로 등극했다. 버밍엄의 주요 문화시설인 버밍엄 시립 교향악단, 버밍엄 왕립 발레단, 버밍엄 레퍼토리 시어터, 버밍엄 도서관, 바버 미술관은 국제적인 명성을 얻고 있으며, 미술, 대중음악, 문학, 향토요리에 이르기까지 여러 예술 부문에서 뚜렷한 존재감을 드러내고 있다. 한편으로 오는 2022년 코먼웰스 게임을 유치하였으며, 영국 내 외국인 관광객수 4위를 기록한 도시이기도 하다.
버밍엄 사람은 '브러미' (Brummie)라 부른다. 이는 버밍엄의 옛 이름인 '브러머검' (Brummagem)에서 유래한 별칭인 '브럼' (Brum)에서 따온 것이다. 버밍엄 시민들만 쓰는 억양과 사투리도 별개로 존재하는데 이를 브러미 사투리라 부른다.

## 스포츠
버밍엄은 스포츠의 역사에서 중요한 역할을 차지하는데, 이 지역 주민들에 의해 세계 최초의 축구 리그인 풋볼 리그가 창설되었다. 세계적으로 가장 오랜 역사를 자랑하는 축구 클럽들인 애스턴 빌라 FC와 버밍엄 시티 FC의 연고지이기도 하다.

## 기후
| 버밍엄의 기후                                                  | 버밍엄의 기후 | 버밍엄의 기후 | 버밍엄의 기후 | 버밍엄의 기후 | 버밍엄의 기후 | 버밍엄의 기후 | 버밍엄의 기후 | 버밍엄의 기후 | 버밍엄의 기후 | 버밍엄의 기후 | 버밍엄의 기후 | 버밍엄의 기후 | 버밍엄의 기후 |
| 월                                                             | 1월           | 2월           | 3월           | 4월           | 5월           | 6월           | 7월           | 8월           | 9월           | 10월          | 11월          | 12월          | 연간          |
| -------------------------------------------------------------- | ------------- | ------------- | ------------- | ------------- | ------------- | ------------- | ------------- | ------------- | ------------- | ------------- | ------------- | ------------- | ------------- |
| 역대 최고 기온 °C (°F)                                         | 14.6 (58.3)   | 18.8 (65.8)   | 22.8 (73.0)   | 25.8 (78.4)   | 26.5 (79.7)   | 31.7 (89.1)   | 37.4 (99.3)   | 34.8 (94.6)   | 29.4 (84.9)   | 28.0 (82.4)   | 17.7 (63.9)   | 16.2 (61.2)   | 37.4 (99.3)   |
| 일평균 최고 기온 °C (°F)                                       | 7.1 (44.8)    | 7.7 (45.9)    | 10.3 (50.5)   | 13.4 (56.1)   | 16.5 (61.7)   | 19.3 (66.7)   | 21.5 (70.7)   | 21.0 (69.8)   | 18.1 (64.6)   | 13.9 (57.0)   | 9.9 (49.8)    | 7.3 (45.1)    | 13.9 (57.0)   |
| 일일 평균 기온 °C (°F)                                         | 4.3 (39.7)    | 4.7 (40.5)    | 6.6 (43.9)    | 9.0 (48.2)    | 11.9 (53.4)   | 14.8 (58.6)   | 16.8 (62.2)   | 16.5 (61.7)   | 13.9 (57.0)   | 10.5 (50.9)   | 6.9 (44.4)    | 4.6 (40.3)    | 10.0 (50.0)   |
| 일평균 최저 기온 °C (°F)                                       | 1.6 (34.9)    | 1.6 (34.9)    | 2.9 (37.2)    | 4.6 (40.3)    | 7.3 (45.1)    | 10.2 (50.4)   | 12.1 (53.8)   | 12.0 (53.6)   | 9.7 (49.5)    | 7.1 (44.8)    | 4.0 (39.2)    | 1.9 (35.4)    | 6.3 (43.3)    |
| 역대 최저 기온 °C (°F)                                         | −14.3 (6.3)   | −9.4 (15.1)   | −8.3 (17.1)   | −4.3 (24.3)   | −1.6 (29.1)   | 0.5 (32.9)    | 4.0 (39.2)    | 4.0 (39.2)    | 1.1 (34.0)    | −5.0 (23.0)   | −9.0 (15.8)   | −13.4 (7.9)   | −14.3 (6.3)   |
| 평균 강수량 mm (인치)                                          | 72.0 (2.83)   | 55.1 (2.17)   | 50.9 (2.00)   | 56.5 (2.22)   | 61.0 (2.40)   | 68.4 (2.69)   | 65.8 (2.59)   | 67.5 (2.66)   | 68.2 (2.69)   | 81.4 (3.20)   | 78.7 (3.10)   | 83.9 (3.30)   | 809.3 (31.86) |
| 평균 강수일수 (≥ 1.0 mm)                                       | 12.8          | 10.6          | 10.0          | 10.6          | 10.2          | 10.0          | 9.7           | 10.5          | 10.0          | 12.3          | 13.3          | 12.7          | 132.5         |
| 평균 월간 일조시간                                             | 52.9          | 76.5          | 117.6         | 157.0         | 187.0         | 180.6         | 193.5         | 175.0         | 140.0         | 102.5         | 63.1          | 55.6          | 1,501.3       |
| 출처 1: 영국 기상청 (평년값: 1991년~2020년, 극값: 1959년~현재) |               |               |               |               |               |               |               |               |               |               |               |               |               |
| 출처 2: Starlings Roost Weather                                |               |               |               |               |               |               |               |               |               |               |               |               |               |

## 자매 도시
- 미국 시카고
- 독일 프랑크푸르트
- 남아프리카 공화국 요하네스버그
- 독일 라이프치히
- 대한민국 성주군
- 이탈리아 밀라노